# Corrosion par piqûres

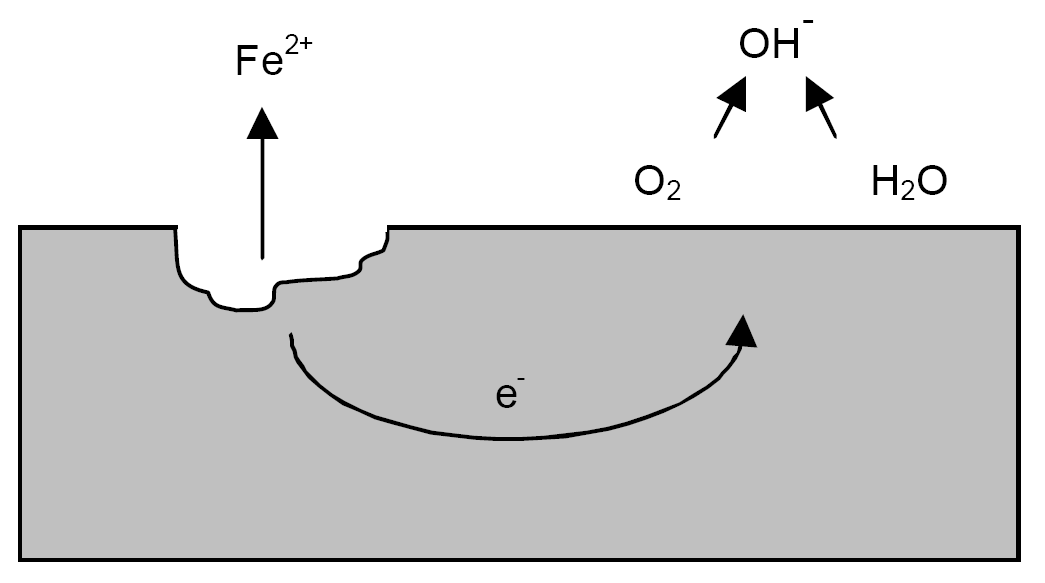
Corrosion électrochimique, ou galvanique, de fer ou d'acier en contact avec une solution aqueuse et provoquant une piqûre dans le métal de base au niveau de la zone anodique où a lieu l'oxydation du métal.

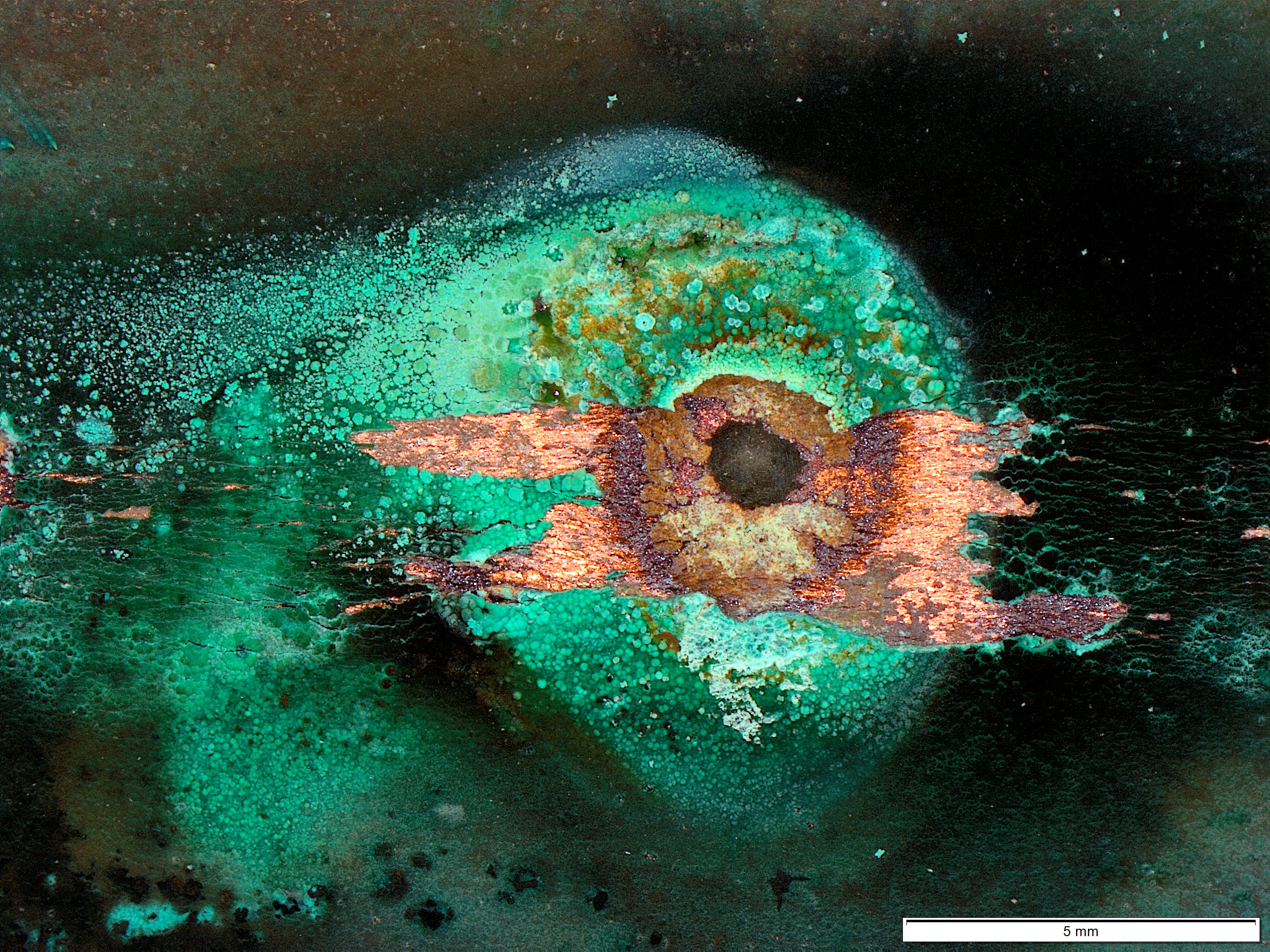
Photo à la loupe binoculaire x6,3 d'une piqûre de corrosion (piqûre de type I) sur cuivre.

La corrosion par piqûres, piqûration ou corrosion de type pitting, est une forme extrêmement localisée de corrosion aqueuse conduisant à la création d’un ou plusieurs petits trous dans le métal. L’origine de ce type de corrosion se trouve d’une part dans le manque d’oxygène sur une partie très réduite, celle-ci devient anodique (siège de la réaction d'oxydation du métal de base) ; pendant qu’une autre partie bénéficiant d’un excès d’oxygène devient, elle, cathodique (siège de la réaction de réduction de O2). Une corrosion de type galvanique est ainsi initiée sur une surface très localisée du métal et tend à se propager à l’intérieur de celui-ci créant une diffusion d’ions amenant une raréfaction localisée d’oxygène.[pas clair]
Ce type de corrosion est extrêmement insidieux, produisant une petite perte très localisée de métal et ne se révèle en phase finale que par un très petit trou sur la face externe de la canalisation. Cet orifice peut même être obstrué par des produits de corrosion.
La corrosion de type pitting peut être initiée de diverses façons, des résidus présents dans le tube ou véhiculés par l’eau, un défaut de surface interne, un changement très localisé dans la composition du métal, ou une rupture de continuité dans une couche protectrice. On doit noter qu’une surface parfaitement polie est plus résistante au pitting.
Les métaux les plus sensibles au pitting sont habituellement ceux qui se protègent de la corrosion par une couche de passivation, l’acier inoxydable, les alliages de nickel et ceux d’aluminium. Les métaux qui forment une couche uniforme de corrosion, l’oxyde de couleur verte à l’intérieur d’un tube de cuivre, la rouille dans un tube d’acier, semblent les moins sensibles au pitting car la corrosion généralisée domine celle par piqûre.
La présence de chlorures, abondants dans l’eau de mer, aggravent la formation de corrosion de type pitting par déclenchement de processus auto-catalytique. Les piqûres se chargent d’ions métalliques positifs (Men+) à la suite de l'oxydation du métal de base dans la zone anodique. Les ions Cl− se concentrent dans les piqûres afin d'y maintenir l'électroneutralité de la solution aqueuse. Ils favorisent également la formation de complexes faibles avec les ions métalliques. Après hydrolyse de ces complexes, il se forme des hydroxydes métalliques peu solubles. Les ions chlorures sont alors libérés avec des ions H+ produit pas la dissociation de l'eau et le cycle peut recommencer. Les piqûres s'enrichissent aussi en ions H+ et la solution aqueuse s'y acidifie, ce qui accélère le phénomène.

## Principaux facteurs de corrosion dans les canalisations en cuivre
- Une combinaison d’une eau au pH élevé[pas clair], de matières organiques en suspension, et de chlore.
- Une eau agressive (sous-saturée en CaCO3) ou trop adoucie empêchant la formation d'un dépôt calcaire protégeant le métal.
- Stagnation de l’eau dans la canalisation et présence de certaines bactéries.
- Un tube mal ou pas dégraissé intérieurement et présentant un taux de carbone résiduel trop important.
- Teneur en carbone trop importante dans d'anciennes fabrications de tuyaux en cuivre (années 70-80)
- Mise en présence du cuivre avec des chlorures et de l’ammoniaque (NH3). Cas de corrosion par l’extérieur qui peut se produire par l’introduction de liquides lessiviels entre une gaine et le tube.
- Inductions électriques d’origine diverses.

Cas sans rapport avec l'effet Pitting :
- Excès de flux de brasure, dans ce cas c’est l’acidité du flux qui provoque la corrosion à proximité d’un raccord soudé.
- Percement d’un tube sur la génératrice externe d’un coude. Se produit par l’érosion progressive du cuivre en raison d'une vitesse de circulation trop élevée de l’eau.

Il est donc important de prendre en compte la qualité de l'eau circulant dans la canalisation et ses  variations possibles selon les saisons, quelquefois sur une période assez longue. Ceci afin de pouvoir comprendre les causes de l'apparition des problèmes souvent des années après la mise en service des canalisations.